# 墨辯
墨辯是指《墨子》書中〈經上〉、〈經下〉、〈經說上〉、〈經說下〉、〈大取〉、〈小取〉六篇文獻，是墨经逻辑的基本推理程式。

## 研究
晉朝鲁胜作《墨辩注》称之为《辩经》。梁启超稱墨辩即逻辑，1904年梁启超发表的《墨子之论理学》一文试图运用西方近代逻辑体系来勾勒墨家逻辑，但流于过简。
胡适在赴美留学之前，即因梁启超影响对墨学产生浓厚的兴趣，胡适是第一个对《墨子》一书进行系统分类的人，他认为「故」与「法」是《墨经》中极为重要的两个概念，只有懂得这两大观念，方才可讲《墨辩》的名學。胡适批评章太炎把墨辯“三支化”是对墨辯的误解。胡适指出，墨辯有類似三段论的推理，但不同於因明學三支作法及三段论的形式，却具有同样的效果。
| 墨辯                      | 三段論                                     | 因明學三支作法                                     |
| 孔子必有死， 因孔子是人。 | 凡人皆有死， 孔子是一个人， 故孔子必有死。 | 孔子必有死， 因孔子是一个人。 凡人皆有死，例如舜。 |

從上述的例子來看，墨辯不用“大前提”，胡适以为: “因为大前提的意思，已包含在小前提之中”。
胡適的墨学研究的近代性比梁启超、章太炎有很大的进步。胡适有较为深厚的西方哲学素养，能谨严地训释文字，他分析《墨经·经上》以“辩，争彼也”，认为“彼”是讹字，正确的写法应当是“佊”。章太炎《庄子解故》“彼、匪可通”之释，解釋为“辩，争非也”，即争辩是非。為此章太炎還發表了“未知说诸子之法与说经有异”，認為胡适之以“争彼”为“争佊”，徒成辞费，此未知说诸子之法与说经有异。

## 延伸閲讀
- 井ノ口, 哲也, , 中国出土資料研究, 1998, (2)
- 高田, 淳, , 学習院大学文学部研究年報, 1963 国立国会図書館書誌ID:764856
- 高田, 淳, , 東京女子大學論集, 1964
- 楊寛著、西嶋定生監訳、高木智見訳, , , 東京大学出版会, 1995, ISBN 978-4-13-023044-5

## 外部連結
- ctext.org 墨子 （页面存档备份，存于） - 中國哲學書電子化計劃
- 墨経. . 扎尔塔, 爱德华·N  (编). .